# Catanduanes
Catanduanes est une province insulaire des Philippines. La province fait partie de la région de Bicol et se compose de l'île éponyme de Catanduanes (la 12e en superficie du pays), de l'île de Panay, de l'île Lete et du groupe des Palumbanes. Les îles formant la province se situe en mer des Philippines.
Anciennement rattachée à la province d'Albay, elle a gagné son autonomie provinciale le 26 septembre 1945. Sa population s'établit à 260 964 habitants au recensement de 2015 pour une superficie de 3 915 km2.

## Villes et municipalités
Municipalités
- Bagamanoc
- Baras
- Bato
- Caramoran
- Gigmoto
- Pandan
- Panganiban
- San Andres
- San Miguel
- Viga
- Virac